# Górki Małe (województwo śląskie)

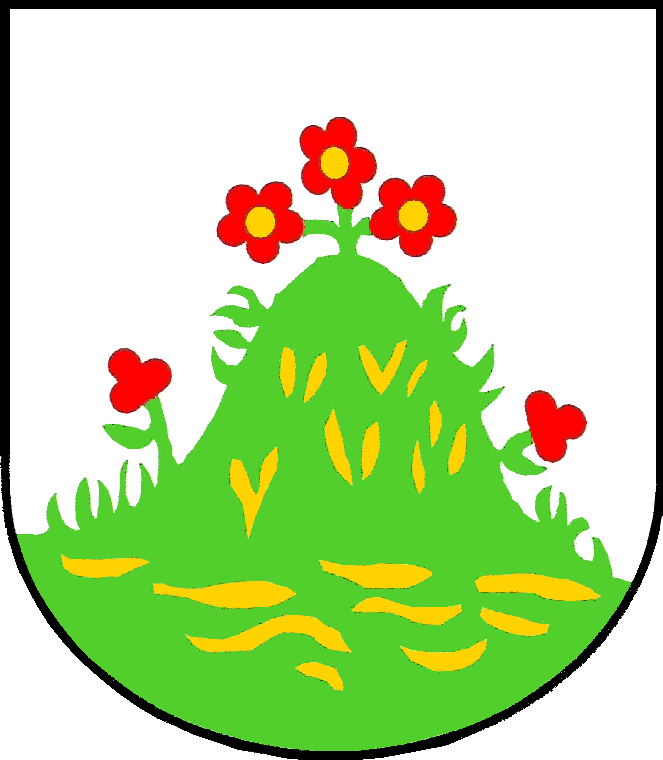
Nieoficjalny herb wsi Górki Małe

Górki Małe – wieś w Polsce położona w województwie śląskim, w powiecie cieszyńskim, w gminie Brenna. Powierzchnia sołectwa wynosi 275 ha, a liczba ludności 819, co daje gęstość zaludnienia równą 297,8 os./km². Położona jest w dolinie Brennicy, u podnóży Beskidu Śląskiego.

## Części wsi
| SIMC    | Nazwa       | Rodzaj    |
| ------- | ----------- | --------- |
| 0046976 | Gaj         | część wsi |
| 0046982 | Kęciki      | część wsi |
| 0046999 | Łączka      | część wsi |
| 0047007 | Nowociny    | część wsi |
| 0047013 | Stara Droga | część wsi |
| 0047020 | Warszawa    | część wsi |
| 0047036 | Zamilerze   | część wsi |

## Historia
Miejscowość Gorki została po raz pierwszy wzmiankowana ok. 1305 roku w dokumencie Liber fundationis episcopatus Vratislaviensis jako Gorki villa vlodari. Był to zapis nietypowy, a pozwala sądzić, że wieś ta była o wiele starsza. Wpisanie jej do rzeczonego dokumentu związane było zapewne z wyodrębnieniem z jej terytorium, będącego dotąd własnością książęcą, nowej wioski nadanej rycerzowi. Część wsi pozostałą w rękach książęcy przezwano Górkami Małymi, a część rycerską Górkami Wielkimi. Tak więc książęce Górki (Małe) funkcjonowały już najpewniej w kasztelanii cieszyńskiej, a od 1290 w nowym Księstwie Cieszyńskim, a z niego wydzielona została część rycerska, która to została po raz pierwszy wzmiankowana w Liber fundationis...
W latach 1573/1577-1594 Górki Małe znajdowały się w granicach wydzielonego z Księstwa Cieszyńskiego skoczowsko-strumieńskiego państwa stanowego.
Według austriackiego spisu ludności z 1900 w 47 budynkach w Górkach Małych na obszarze 275 hektarów mieszkało 359 osób, co dawało gęstość zaludnienia równą 130,5 os./km². z tego 310 (86,4%) mieszkańców było katolikami, 49 (13,6%) ewangelikami, 355 (98,9%) było polsko-, 2 niemiecko- a 1 czeskojęzycznymi. Do 1910 roku liczba mieszkańców spadła do 329.
Po zakończeniu I wojny światowej tereny, na których leży miejscowość - Śląsk Cieszyński stał się punktem sporu pomiędzy Polską i Czechosłowacją. W 1918 roku na bazie Straży Obywatelskiej miejscowi Polacy utworzyli lokalny oddział Milicji Polskiej Śląska Cieszyńskiego, który podlegał organizacyjnie 15 kompanii w Ustroniu.
W latach 1975–1998 miejscowość położona była w województwie bielskim.

## Komunikacja
Przez Górki Małe kursują autobusy do Brennej, Cieszyna i Skoczowa.